# Кряківка
Кря́ківка — село в Україні, у Щастинській міській громаді Щастинського району Луганської області. Населення становить 97 осіб. Орган місцевого самоврядування — Щастинська міська ВЦА.

## Географія
Географічні координати: 48°46' пн. ш. 38°53' сх. д. Часовий пояс — UTC+2. Загальна площа села — 1,38 км².
Село розташоване за 6 км від Трьохізбенки.

## Історія
Історична дата заснування поселення датується 1674 роком.
7 жовтня 2014 року Кряківку було виключено зі складу Слов'яносербського і приєднано до Новоайдарського району.

### Війна на сході України
6 грудня 2014 року бойовики обстріляли Кряківку з мінометів, загинули двоє мирних мешканців. 10 січня 2015 року через обстріл бойовиками загинули три людини. 10 грудня 2014-го до військових на блокпосту звернулися люди у формі працівників Луганського енергетичного об'єднання та попросили допомоги в ремонті ЛЕП. Військовики, не перевіривши документи, поїхали допомагати. Поблизу села Кряківка автомобіль  розстріляли терористи із засідки, тоді загинув старший сержант Ігор Удовицький та сержант Володимир Коновалов, ще один вояк був поранений.
16 червня 2015-го біля Кряківки відбувся бій між українськими військовими та диверсійно-розвідувальною групою бойовиків, що пробралася на контрольовану Україною територію, загинули двоє вояків, з них — старший солдат 24-ї бригади Кирило Забєлін, ще двоє поранені. 17 червня в Кряківці БМП наїхала на вибуховий пристрій, встановлений терористами на дорозі, двоє військових зазнали важких поранень.

## Населення
За даними перепису 2001 року населення села становило 470 осіб, з них 17,02 % зазначили рідною мову українську, 82,34 % — російську, а 0,64 % — іншу.

## Вулиці
- Гагаріна
- Набережна

## Підприємства
- ДП."Новоайдарське ЛМГ" Слов'яносербське лісництво вул.Гагаріна,4.

## Соціальна сфера
У Кряківці функціонують бібліотека, фельдшерсько-акушерський пункт, лісове господарство. На території заповідного урочища Біляєвське наявні бази відпочинку «Світанок», «Машинобудівник», «Військових мисливців та рибалок».